# 195 (numero)
Centonovantacinque (195)  è il numero naturale dopo il 194 e prima del 196.

## Proprietà matematiche
- È un numero dispari.
- È un numero composto e ha i seguenti divisori: 1, 3, 5, 13, 15, 39, 65. Poiché la somma dei divisori è 141 < 195 è un numero difettivo.
- È un numero di Harshad.
- È un numero 21-gonale.
- È un numero sfenico.
- È un numero palindromo nel sistema numerico binario, nel sistema di numerazione posizionale a base 4 (3003) e in quello a base 8 (303).
- È parte delle terne pitagoriche (28, 195, 197), (48, 189, 195), (75, 180, 195), (99, 168, 195), (104, 195, 221), (117, 156, 195), (195, 216, 291), (195, 260, 325), (195, 400, 445), (195, 468, 507), (195, 748, 773), (195, 1260, 1275), (195, 1456, 1469), (195, 2108, 2117), (195, 3800, 3805), (195, 6336, 6339), (195, 19012, 19013).
- È pari alla somma dei primi 11 numeri primi dispari (dal 3 al 37).
- È un numero fortunato.

## Astronomia
- 195P/Hill è una cometa periodica del sistema solare.
- 195 Eurykleia è un asteroide della fascia principale del sistema solare.

## Astronautica
- Cosmos 195 è un satellite artificiale russo.